# ويشلق سفلي
ويشلق سفلي هي قرية في مقاطعة خوي، إيران. يقدر عدد سكانها بـ 310 نسمة بحسب إحصاء 2016.